# Raxifabia vafra
Raxifabia vafra är en mossdjursart som beskrevs av Gordon 1988. Raxifabia vafra ingår i släktet Raxifabia och familjen Bifaxariidae. Inga underarter finns listade i Catalogue of Life.